# خزامى جارية الضبط المغني
خزامى جارية الضبط المغني شاعرة مغنية من شواعر ومغنيات الدولة العباسية، كانت تنادم عبد الله بن المعتز فراسلها مراراً فتأخرت عنه فكتب إليها:
فأجابت: